# وینزبورو (میسیسیپی)
وینزبورو (به انگلیسی: Waynesboro) شهری در ایالت میسیسیپی کشور ایالات متحده آمریکا است که جمعیت آن در سرشماری سال ۲۰۱۰ میلادی، ۵٬۰۴۳
نفر بوده‌است.